# Filialkirche hl. Leonhard in der Eben

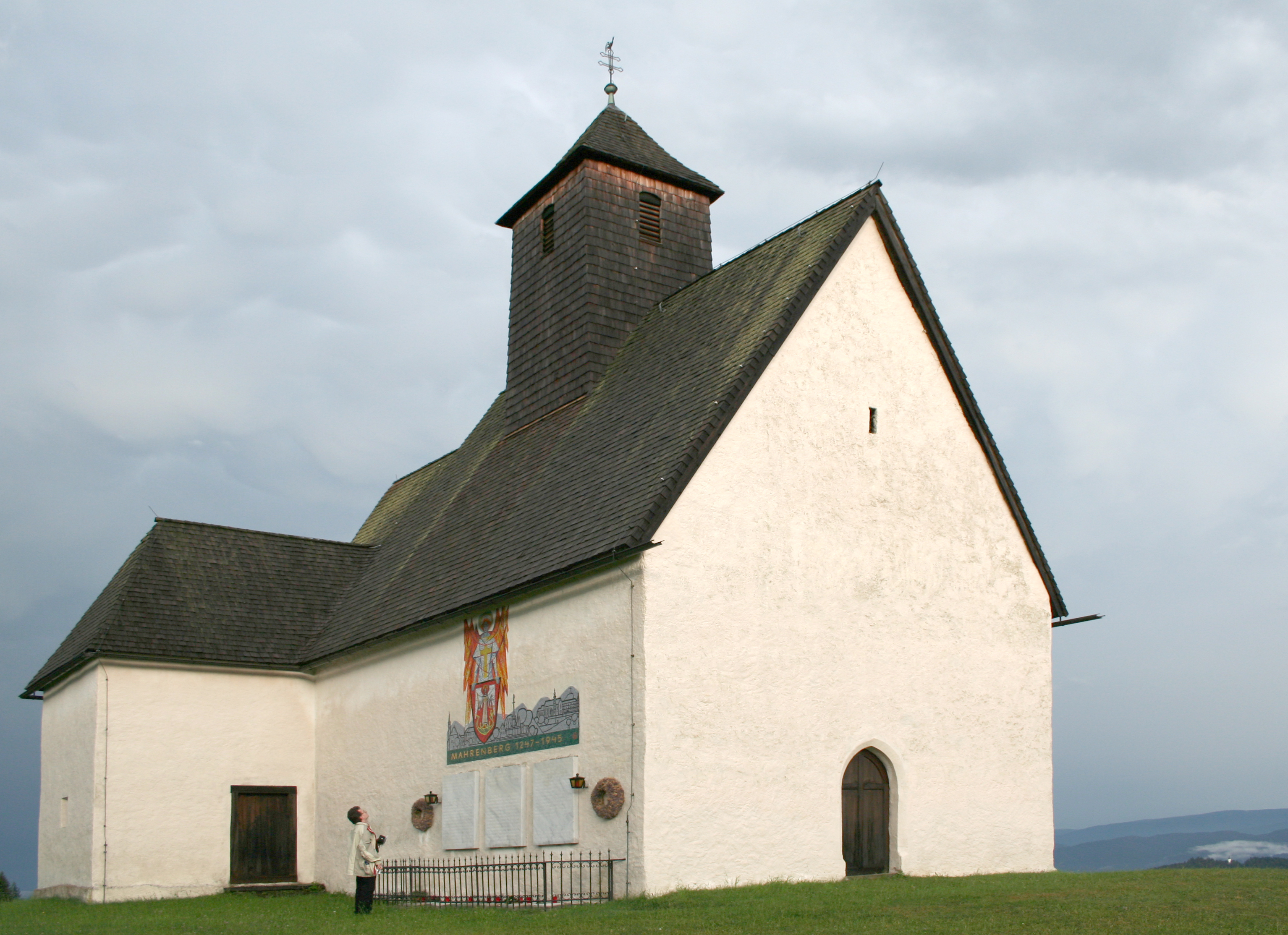
Die Kirche im November 2006

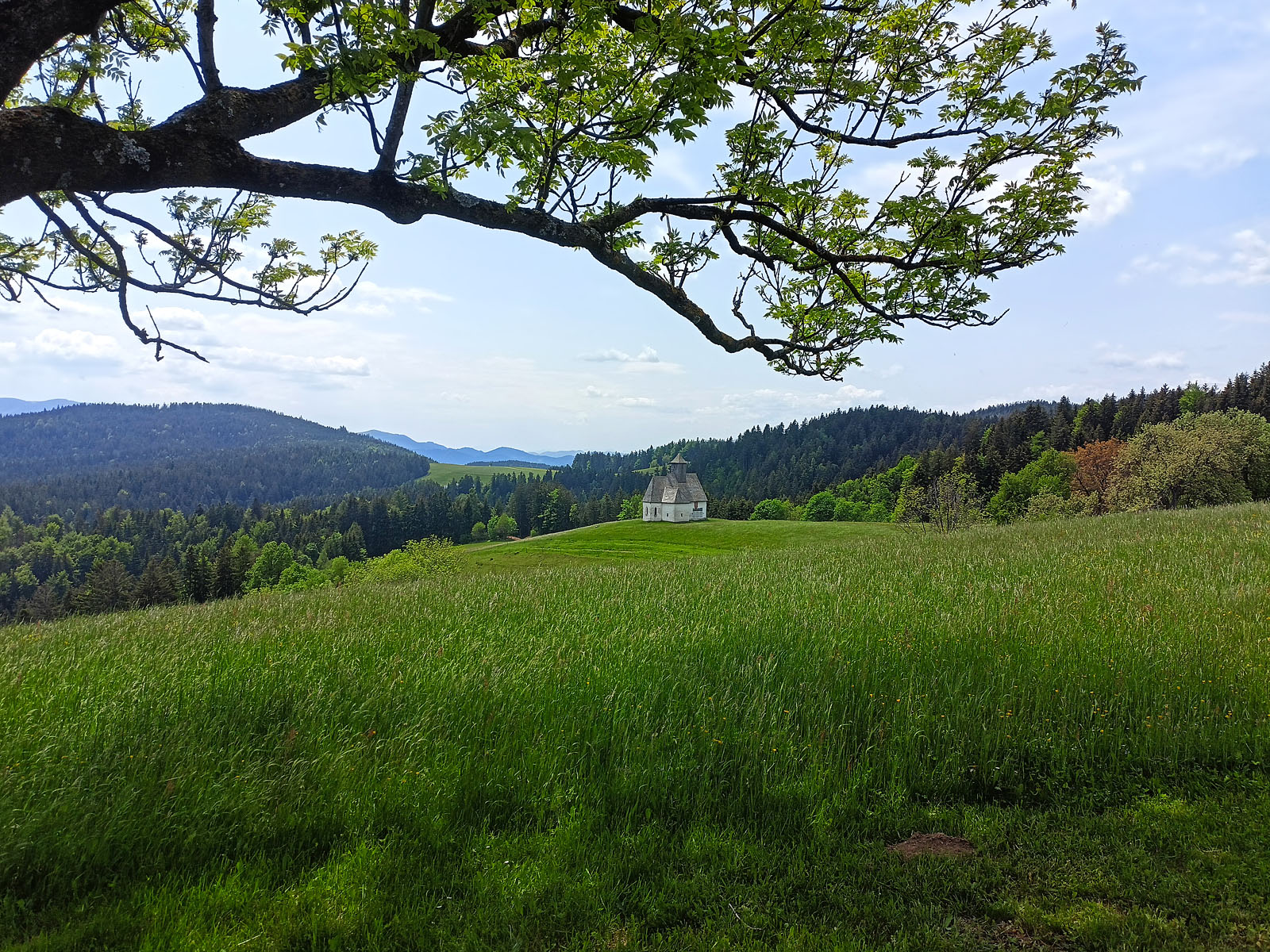
Die Lage

Die Kirche hl. Leonhard in der Eben ist eine römisch-katholische Filial- und Wallfahrtskirche. Sie steht in der zur Gemeinde Eibiswald gehörenden Katastralgemeinde Sankt Lorenzen in der Steiermark. Sie ist dem heiligen Leonhard geweiht.

## Geschichte
Die erste urkundliche Erwähnung der Kirche stammt aus dem Jahr 1545. Der Bau ist jedoch zweifellos deutlich älter. Die Kirche gehörte ursprünglich zur heute auf slowenischem Gebiet gelegenen Pfarre Mahrenberg. 1789 gelangte sie in das Seelsorgegebiet der neu gegründeten Kuratie St. Lorenzen und sollte kraft kaiserlicher Verordnung verkauft und abgerissen werden. Den Pfarrbürgern von St. Lorenzen gelang es jedoch den Abbruch der Kirche zu verhindern, mit dem Versprechen, sie in gutem baulichen Zustande zu erhalten. In den Jahren 1845 und 1911 wurde sie restauriert.

## Beschreibung

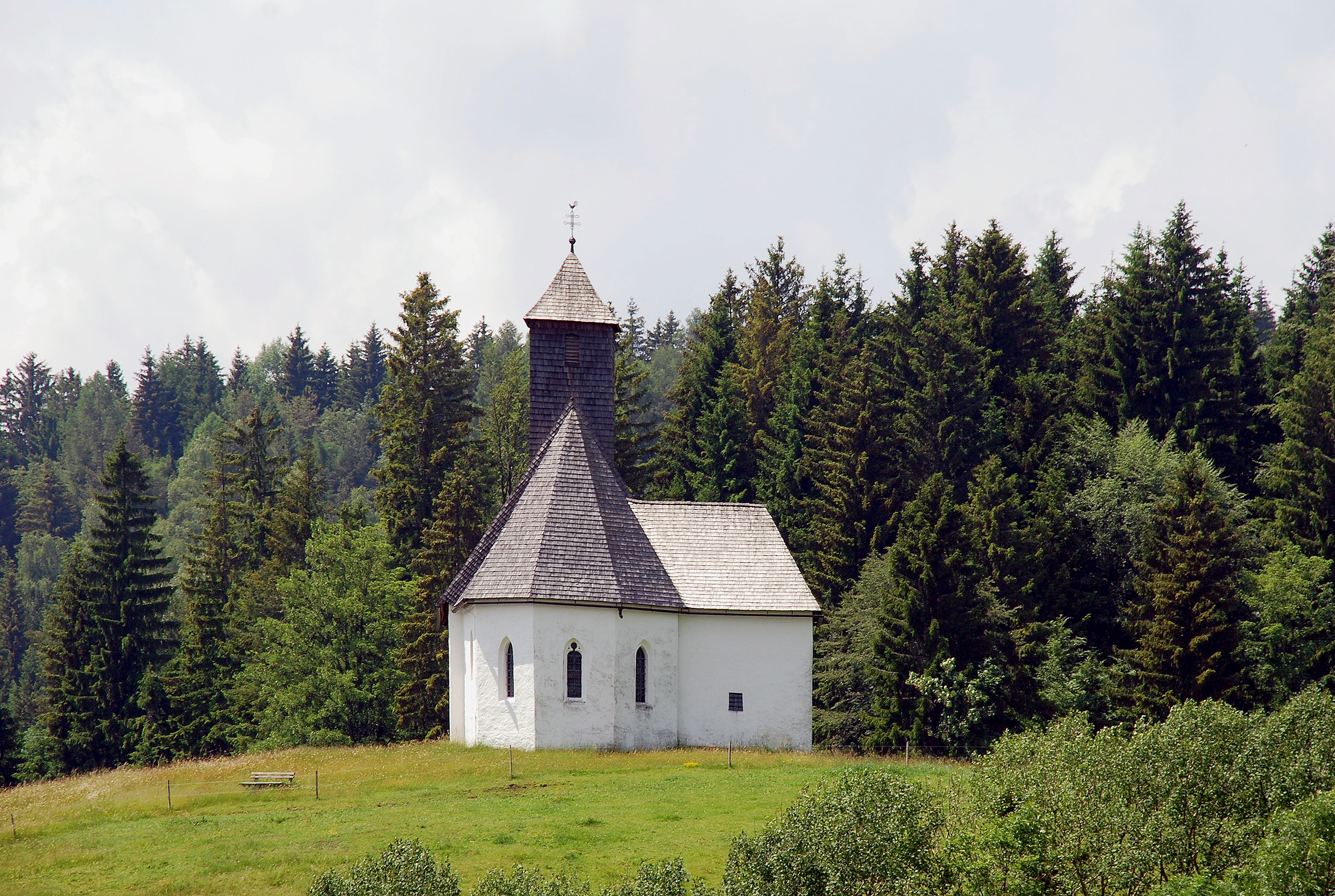
Die Kirche im Juni 2011

Die Kirche ist im Kern romanisch und wurde in der Spätgotik erweitert. Der Dachreiter befindet sich über dem Kirchenschiff und trägt eine im Jahr 1580 gegossene Glocke, die beide Weltkriege überdauert hat.

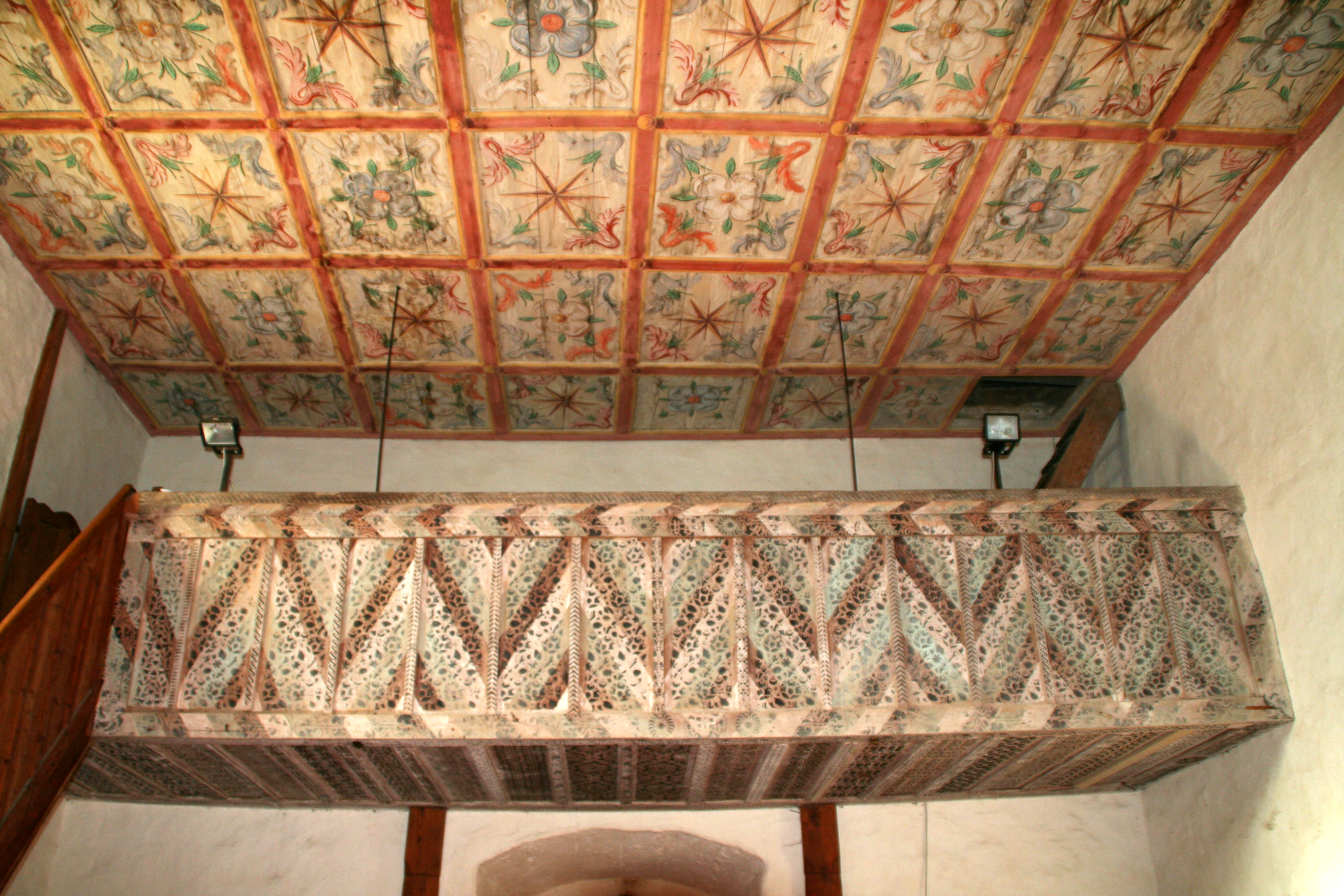
Westempore und Kassettendecke, erste Hälfte 16. Jh.

Das rechteckige Langhaus wird von einer gemalten Holzkassettendecke mit neun mal acht Feldern aus dem zweiten Viertel des 16. Jahrhunderts überspannt. Sie ist mit stilisierten Blumen- und Pflanzenmotiven bemalt. Der eingeschnürte, rundbogige Fronbogen ist mit Perlstab-Feldern verziert. Der eingezogene, spätgotische Chor hat einen Fünfachtelschluss und wird von einem, auf Dreiviertelrunddiensten sitzenden Kreuzrippengewölbe überwölbt. Die Gewölberippen und -felder sind mit prächtiger Dekormalerei verziert. In den drei noch erhaltenen Rundmedaillons sind noch Reste von Darstellungen der vier Evangelisten zu erkennen, von denen Johannes mit dem Adler am besten erhalten ist. Die gotischen Maßwerkfenster sind einfach gestaltet und wurden 1982 mit modernen Glasmalereien ausgestattet. Die aus dem 17. Jahrhundert stammende Sakristei ist nördlich an den Chor angebaut. Im westlichen Teil des Langhauses befindet sich eine hölzerne, mit spätgotischen Schablonenmalereien versehene Empore aus dem Anfang des 16. Jahrhunderts.   An der südlichen Wand des Kirchenschiffes befindet sich ein spätromanisches Fenster.
Der frühbarocke Hochaltar dürfte in der ersten Hälfte des 17. Jahrhunderts entstanden sein und ist teilweise mit Beschlagwerk versehen. Das Altarbild mit dem Kirchenpatron St. Leonhard wurde vermutlich um 1700 gemalt. Die seitlichen Tafeln mit Bildern der beiden frühchristlichen Diakone Laurentius und Stephanus erinnern noch an die Tradition spätgotischer Flügelaltäre.  Das Tabernakel stammt aus der ersten Hälfte des 18. Jahrhunderts. Die mit Knorpelwerk verzierten Seitenaltäre stammen aus der Zeit um 1670/80. Die mit Flügeltüren versehene Positivorgel wurde in der Mitte des 18. Jahrhunderts gebaut. An der nördlichen Wand des Langhauses befindet sich ein Fresko des heiligen Christophorus mit einem mit Rankenwerk verzierten Rahmen von 1500. Weiters findet man in der Kirche eine aus dem dritten Viertel des 15. Jahrhunderts stammende Schnitzfigur des heiligen Leonhard.